# Воронин, Станислав Васильевич
Станислав Васильевич Воронин (1935 — 2001) — советский и российский ученый-лингвист, специалист в области фоносемантики, доктор филологических наук, профессор.

## Образование
Начальное образование получил в школе Бэттлфилд в Глазго, где его отец работал в миссии СССР по обеспечению Мурманского конвоя. В 1953 году окончил английскую школу № 213 в г. Ленинграде.
В 1958 году с отличием окончил английское отделение Филологического факультета Ленинградский ордена Ленина и ордена Трудового Красного Знамени государственный университет имени А. А. Жданова, затем учился в заочной аспирантуре, совмещая обучение и переводческую деятельность.
В 1968 г. защитил диссертацию на соискание ученой степени кандидата филологических наук, тема: «Английские ономатопы: Типы и строение», в 1982 г. — диссертацию на соискание ученой степени доктора филологических наук, тема: «Основы фоносемантики».

## Преподавательская и прочая трудовая деятельность
После окончания университета работал переводчиком с английского, немецкого и индонезийского языков.
С 1964 г. и до конца дней преподавал на Филологическом факультете ЛГУ — СПбГУ: ассистент, доцент, профессор (с 1983 г.) кафедры английской филологии.

## Научная деятельность
Профессор С. В. Воронин выделил фоносемантику как самостоятельное направление лингвистики. Основатель Петербургской фоносемантической школы.
Является автором более 170 публикаций (монографий. научных статей, учебников и учебных пособий) по фоносемантике и другим отраслям языкознания. Под научным руководством ученого защищено 25 диссертаций на соискание ученой степени кандидата филологических наук.

## Избранные труды
- Воронин С. В. Основы фоносемантики / С. В. Воронин — Л.: Изд-во Ленингр. ун-та, 1982.
- Воронин С. В. Английские звукоизображения дуновения ртом // Вопросы лексикологии, лексикографии и стилистики / Труды Самаркандского гос. унта / Отв. ред. Л. К. Жукова. Самарканд, 1975. — Вып. 291. — С. 48—51.
- Воронин С. В. Синестезия и звукосимволизм // Тезисы VI Всесоюз. симпозиума по психолингвистике и теории коммуникации / Отв. ред. Ю. А. Сорокин. — М., 1978.
- Воронин С. В. Основы универсальной классификации ономатопов // Фонетика 83: Материалы к X Международн. конгрессу фонетич. наук / Отв. ред. Г.В Степанов. — М., 1983.
- Бродович О. И., Воронин С. В. Об одном эксцентричном средстве оптимизации коммуникативного процесса. (Cockney Rhyming Slang) // Речевое воздействие: психологические и психолингвистические проблемы /Институт языкознания АН СССР — М., 1986. — C. 85
- Воронин С. В. Синестезия и природа звукосимволизма // Функциональная светомузыка на производстве, в медицине и в педагогике. — Казань, 1988. — С. 16—17.
- Воронин C.B. На путях к проблеме «фоносемантика и прагматика» // Фоносемантика и прагматика: Тезисы докладов Всероссийск. конф. / Отв. ред. Ю. А. Сорокин. М., 1993. — С. 4—5.
- Воронин C.B. На пути к теме «фоносемантика и лексикография» // Теоретические и практические аспекты лексикографии / Отв. ред. О. М. Карпова. — Иваново, 1997. С. 157—161.

## Семья
Супруга — Ольга Игоревна Бродович (1939—2018) — доктор филологических наук, профессор, ректор Санкт-Петербургского института иностранных языков.